# Live '88
 (avril 2024).
Si vous disposez d'ouvrages ou d'articles de référence ou si vous connaissez des sites web de qualité traitant du thème abordé ici, merci de compléter l'article en donnant les références utiles à sa vérifiabilité et en les liant à la section « Notes et références ».
Albums de Supertramp
Free as a Bird
(1987) The Very Best of Supertramp
(1990)
Live '88 est le 2e album live du groupe rock Supertramp sorti en 1988. Il est enregistré au Brésil lors de la tournée promotionnelle de l'album Free as a Bird. À noter, la présence aux claviers et au saxophone de Brad Cole qui deviendra le claviériste attitré de Phil Collins en 1990. 

## Titres
Toutes les chansons sont écrites par Rick Davies et Roger Hodgson et interprétées par Rick Davies, sauf indication contraire.
1. You Started Laughing - 1:47
  - Instrumental
2. It's Alright (Rick Davies) - 5:31
3. Not The Moment (Rick Davies) - 4:40
4. Bloody Well Right - 6:20
5. Breakfast In America - 2:52
  - Interprétée par Mark Hart
6. From Now On - 7:56
7. Free As A Bird (Rick Davies) - 4:43
8. Oh Darling - 3:45
9. Just Another Nervous Wreck - 4:36
10. The Logical Song - 4:07
  - Interprétée par Mark Hart
11. I'm Your Hoochie Coochie Man (Willie Dixon) - 4:32
12. Don't You Lie To Me (Hudson Whittaker) - 2:48
13. Crime of the Century - 6:42

## Musiciens
Selon le livret inclut avec l'album :
- Rick Davies : chant, piano, claviers
- Mark Hart : guitare, claviers, piano, chant, chœurs
- John Helliwell : saxophones
- Dougie Thomson : basse
- Bob Siebenberg : batterie

### Musiciens additionnels
- Marty Walsh (en) : guitare
- Brad Cole : claviers, saxophones
- Steve Reid (en) : percussions